# تاکیم‌وال
تاکیم‌وال (به انگلیسی: Tocumwal) یک منطقهٔ مسکونی در استرالیا است که در نیو ساوت ولز واقع شده‌است.